# Иванов, Александр Анатольевич (футболист)
Алекса́ндр Анато́льевич Ивано́в (род. 14 апреля 1973, Колпино, Ленинград, СССР) — советский и российский футболист, полузащитник, защитник.

## Карьера
Воспитанник СК «Ижорец» Колпино. Начинал карьеру в составе ленинградского «Зенита» в 1990 году, за который провёл за команду 4 сезона, сыграл 46 игр и забил 4 мяча (из них в Высшей лиге — 22 игры и 1 мяч). В 1994 году защищал цвета клуба «Кавказкабель». В 1995 году перешёл в нальчикский «Спартак». В 1998 году подписал контракт с санкт-петербургским «Локомотивом». Завершил карьеру в 2000 году в клубе «Динамо-Стройимпульс».

## Достижения
- Серебряный призёр зоны «Запад» Первой лиги: 1993
- Победитель зоны «Запад» Второй лиги: 1995